# Hibiscus colimensis
Hibiscus colimensis är en malvaväxtart som beskrevs av P.A. Fryxell. Hibiscus colimensis ingår i Hibiskussläktet som ingår i familjen malvaväxter. Inga underarter finns listade i Catalogue of Life.